# Benedictus Chelidonius
Benedictus Chelidonius OSB (* um 1460 in Nürnberg; † 8. September 1521 in Wien; eigentlich Benedikt Schwalbe, Beiname Musophilus) war ein deutscher Humanist und Dichter sowie Abt des Wiener Schottenstiftes.

## Leben

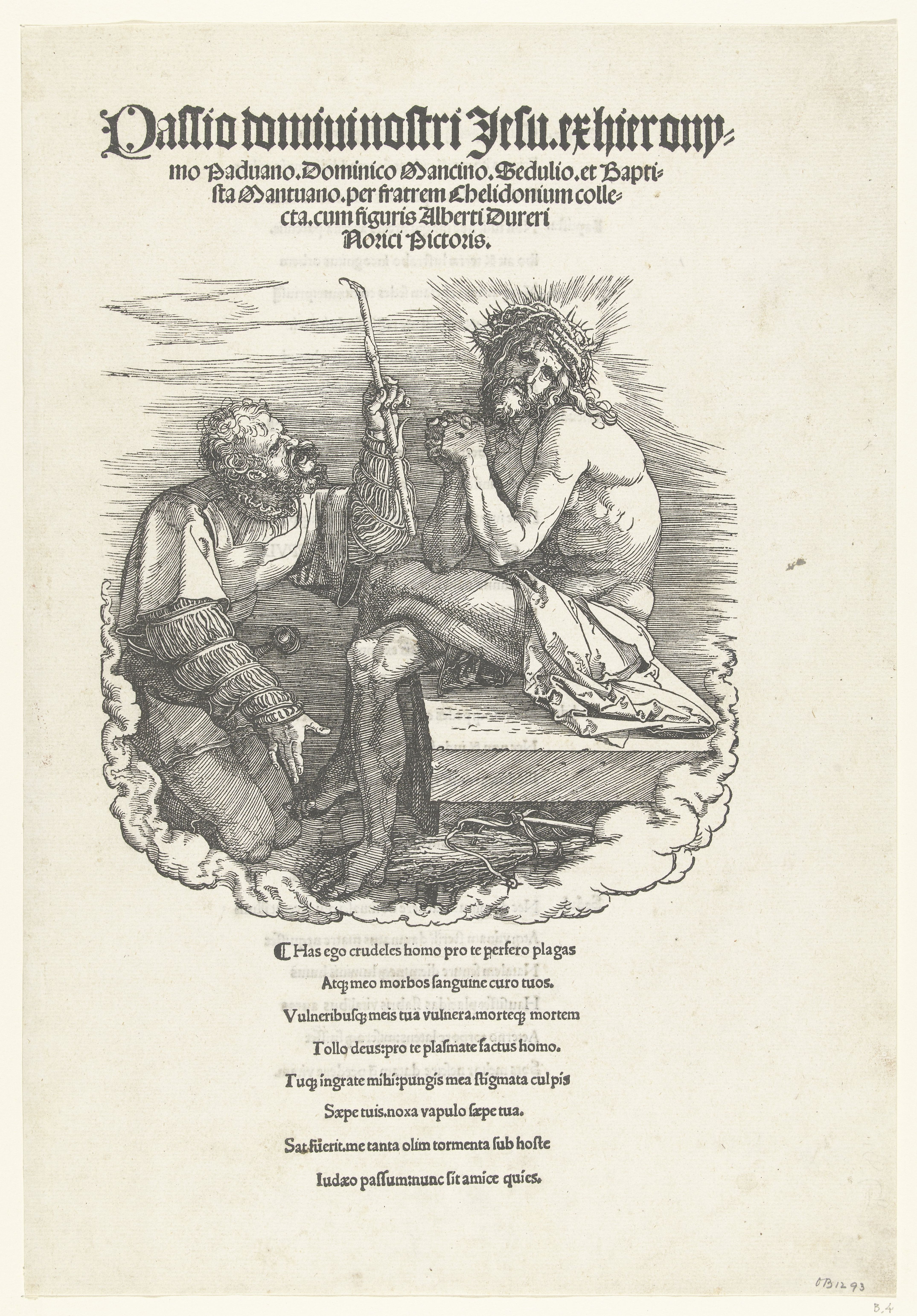
Titelblatt der Großen Passion (1511) mit Holzschnitt Albrecht Dürers

Chelidonius trat in den 1480er-Jahren in seiner Heimatstadt Nürnberg in das Egidienkloster ein. Seinen Familiennamen Schwalbe verwendete er zunächst latinisiert als Hirundo, dann aber ausschließlich in der gräzisierten Form Chelidonius. In Anlehnung an Jakob Locher (genannt Philomusus) nannte er sich Musophilus. Bedeutung erlangte er als neulateinischer Lyriker durch zahlreiche Widmungsgedichte, Begleitverse und poetische Vorreden. Durch diese wird seine Nähe zu Conrad Celtis, Willibald Pirckheimer und dessen Schwester Caritas, Johannes Cochläus, Johannes Stabius, Joachim Vadian und Johannes Cuspinian fassbar. Erhalten sind mehrere Briefe Chelidonius’ an Willibald Pirckheimer, den er unter anderem auch bei dessen 1513 erschienener Plutarch-Übersetzung De his qui tarde a numine corripiuntur unterstützte.
Zu seinen frühen Werken zählen eine Lebensbeschreibung des heiligen Benedikt in 65 Einzeldistichen (Elegiacum in vitam S. Benedicti), welche in einer Abschrift Hartmann Schedels überliefert ist, sowie Verse über die Gründung des Nürnberger Egidienklosters (Versiculi de fundatione coenobii Aegidiani) und dessen Äbte seit 1418 (De abbatibus nonnullis eiusdem coenobii), welche für einen von Hans von Kulmbach geschaffenen Glasfensterzyklus im Kreuzgang des Klosters verfasst wurden. An die Öffentlichkeit trat Chelidonius mit einer sapphischen Ode auf seinen Lehrer Celtis, die 1507 in den Melopoiae des Petrus Tritonius gedruckt wurde, und einer Elegie auf den Tod Celtis’ 1508, mit welcher er sich zugleich Kaiser Maximilian I. als Hofdichter empfahl.
Herausragend ist Chelidonius’ Zusammenarbeit mit Albrecht Dürer. Chelidonius hatte sein künstlerisch ambitioniertestes Werk, die Passio Jesu Christi salvatoris mundi, bereits mit 27 Holzschnitten Johannes Wechtlins veröffentlicht (nach 1506, wahrscheinlich 1508), veranlasste 1511 aber eine erneute Publikation mit 37 Holzschnitten Dürers (Kleine Holzschnittpassion). Es folgten im gleichen Jahr Epitome in Divae Parthenices Mariae historiam mit 20 Holzschnitten (Marienleben) und Passio domini nostri Jesu mit 11 Holzschnitten Dürers (Große Passion). Außerdem besorgte er einige Jahre später für die Ehrenpforte Maximilians I., welche unter anderem von Dürer realisiert wurde, die lateinische Übersetzung der von Johannes Stabius deutsch abgefassten Clavis und Tituli.
Um 1514 übersiedelte Chelidonius, möglicherweise auf Veranlassung Kaiser Maximilians, in das Wiener Schottenstift, wo danach seine literarische Tätigkeit in enger Beziehung zum Wiener Hof stand. Beim Wiener Fürstentag 1515 wurde sein dem jungen Herzog Karl von Burgund gewidmetes Huldigungsspiel Voluptatis cum Virtute disceptatio von Schülern des Schottenstiftes aufgeführt. Dieses hat seine Wurzeln im Nürnberger Fastnachtsspiel und ist zugleich ein Prototyp des Schulspiels. Es stellt eine Bühnenbearbeitung der Prodikos-Fabel Herakles am Scheideweg dar und diente Hans Sachs bei dessen eigener Fassung des Stoffs als Vorbild. Über den Fürstentag selbst verfasste Chelidonius – komplementär zu Johannes Cuspinians offiziellem Diarium – einen epischen Bericht in zwei Büchern (De conventu Divi Caesaris Maximiliani, Regumque Hungariae Boemiae et Poloniae), welcher allerdings nur handschriftlich überliefert ist. Ebenfalls 1515 erschien in Cuspinians Ausgabe der Chronik Ottos von Freising ein Preisgedicht Chelidonius’ auf Kaiser Maximilian. Zum astrologischen Kalender für 1517, verfasst vom Wiener Astronomen Georg Tannstetter, schrieb er ein Gedicht.
1518 wurde Chelidonius durch Kompromiss Abt des Schottenstifts. Im Jahr darauf erschien unter dem Titel Sententiarum theologicarum libri quattuor seine Edition des Traktats De sacrosancta trinitate des Magister Bandinus, welchen Johannes Eck kurz zuvor in einer Melker Handschrift entdeckt hatte. In einem Widmungsbrief an Maximilian I. fasste Chelidonius darin das Memoria-Programm des Kaisers unmittelbar vor dessen Tod resümierend zusammen. 1521 verstarb Chelidonius nach nur drei Jahren im Amt in Wien.

## Werke (Auswahl)

### Eigenständig gedruckte Werke
- Passio Jesu Christi salvatoris mundi (nach 1506), mit Holzschnitten Johannes Wechtlins, ein zweites Mal als Passio Christi mit Holzschnitten Albrecht Dürers (1511, Kleine Holzschnittpassion).
- Epitome in Divae Parthenices Mariae historiam (1511), Caritas Pirckheimer gewidmet, mit Holzschnitten Dürers (Marienleben).
- Passio domini nostri Jesu (1511), mit Holzschnitten Dürers (Große Passion).
- Voluptatis cum Virtute disceptatio (1515).
- Bandini viri doctissimi sententiarum theologicarum libri quattuor (1519).

### Gedruckte Widmungsgedichte, Begleitverse und Vorreden
- Ode auf Conrad Celtis in den Melopoiae des Petrus Tritonius (1507).
- Begleitverse zum Tetrachordum musices des Johannes Cochläus (1511).
- Begleitverse zur Brevis Germaniae descriptio Cochläus’ (1512).
- Begleitverse zur Meteorologia Aristotelis Cochläus’ (1512).
- Begleitverse zu Joachim Vadians Nürnberger Ausgabe von Walahfrid Strabos Hortulus (1512).
- Mitarbeit an Willibald Pirckheimers Übersetzung von Plutarchi De his qui tarde a numine corripiuntur (1513).
- In mortem Antonii Cressi Elegia im Epicedion Cochläus’ (1513).
- Carmen de divo Caesare nostro Maxaemiliano in Johannes Cuspinians Ottonis Phrisingensis Episcopi, viri clarissimi, Rerum ab origine mundi ad ipsius usque tempora gestarum (1515).
- Lateinische Übersetzung des Titelblatts, der Clavis und der Tituli der Ehrenpforte Maximilians I. des Johannes Stabius: Porta honoris, Hoc est Descriptio Portae Honoris Quondam Caesareae Maiestati Maximiliano Primo, Anno 1515, Erecta (1517–1518).
- Begleitverse zu Georg Tannstetters Judicium Astronomicum Viennensis anni 1517 (wohl 1516).

### Handschriftlich überlieferte Werke
- Elegiacum in vitam S. Benedicti (in einer Abschrift Hartmann Schedels überliefert).
- Versiculi de fundatione coenobii Aegidiani und De abbatibus nonnullis eiusdem coenobii (erstmals 1551 in Kaspar Bruschs Monasteriorum Germaniae gedruckt).
- Elegia de fato Conradi Celtis protrucii poete Laureati (1508).
- Elegie über das Gerücht vom Tod des Abtes Georg Truchseß (in einer Abschrift Hartmann Schedels überliefert).
- Preisgedicht in 18 Distichen auf Willibald Pirckheimer in einem Brief an denselben (um 1512).
- De conventu Divi Caesaris Maximiliani, Regumque Hungariae Boemiae et Poloniae (1515, epische Gestaltung des Wiener Fürstentags in zwei Büchern).